# Orawka (województwo zachodniopomorskie)
Orawka – osada w Polsce położona w województwie zachodniopomorskim, w powiecie szczecineckim, w gminie Szczecinek na wąskim przesmyku pomiędzy jeziorami Wierzchowo i Studnica. Obydwa jeziora łączy 150 m odcinek strugi Bielec przepływający przez Orawkę.